# Chelonus petilusi
Chelonus petilusi är en stekelart som beskrevs av Ji och Chen 2003. Chelonus petilusi ingår i släktet Chelonus och familjen bracksteklar. Inga underarter finns listade i Catalogue of Life.